# Pteroceltis tatarinowii
Santal bleu
Genre
Statut de conservation UICN

LC : Préoccupation mineure
Espèce
Synonymes
- Pteroceltis tatarinowii var. pubescens Hand.-Mazz.[2]
- Ulmus cavaleriei H. Lév.[2]

Pteroceltis tatarinowii, ou Santal bleu, est une espèce de plantes à fleurs de la famille des Cannabaceae. C'est un arbre endémique en Chine.
Le santal bleu est un arbre à feuilles caduques, pouvant atteindre 20 à 25 m. Son aire de répartition jadis étendue sur 19 provinces chinoises s’est rétrécie par suite de coupes massives.
Les fibres de phloème de son écorce sont utilisées avec de la paille de riz, pour la fabrication traditionnelle du papier Xuan en Chine.

## Étymologie
Le nom de genre Pteroceltis est un nom composé du grec pterugion « ailé » et celtis « micocoulier » en latin en raison de son fruit ailé semblable à celui des ormes (Ulmus) et des nervures de ses feuilles semblables à celles du micocoulier (Celtis).
L’épithète spécifique tatarinowii est dédié à Alexander Alexejevitch Tatarinow (1817-1886), un botaniste russe, collectionneur de plantes, ayant travaillé en Chine de nombreuses années.
Les noms vernaculaires chinois de cette espèce sont Qīngtán 青檀 et Yìpǔ 翼朴. L’analyse morphologique du terme qingtan indique « santal bleu-vert », mais en chinois le caractère tan 檀 rentre dans la composition nominale de nombreux noms de bois (紫檀 zǐtán, 红檀 hóngtán, 绿檀 lǜtán, 青檀 qīngtán, 白檀 báitán, 黑檀 hēitán : santal mauve, rouge, vert, bleu, blanc, noir) désignant des essences de bois très différentes.

## Nomenclature
Le genre Pteroceltis a été créé en 1873 par Carl Maximowicz avec la première description de l'espèce Pteroceltis tatarinowii Maxim. (dans Bulletin de l'Académie Impériale des Sciences de St-Petersbourg , Volume 18, pp. 292–293).
Pteroceltis tatarinowii est la seule espèce du genre Pteroceltis de la famille des Cannabaceae (Tropicos). Antérieurement, il fut placé dans la sous-famille des Celtoïdeae de la famille des Ulmaceae ou dans la famille des Celtidaceae. Mais dans la classification phylogénétique APG II (2003), la famille des Ulmaceae a été scindée en deux, les Celtoïdeae en ont été détachés pour aller dans les Cannabaceae.

## Description
Pteroceltis tatarinowii est un arbre à feuilles caduques, pouvant atteindre 20–25 m de haut, et un diamètre (à un mètre du sol) de 70 à 100 cm ou plus. C’est une espèce monoïque. L’écorce, gris brun, se détache en plaques. Sur les branches, des lenticelles se détachent bien visiblement.
Les bourgeons d’hiver sont ovoïdes.
Les feuilles alternes, souvent disposées sur deux rangées, comportent un pétiole de 0,5 à 1,5 cm, pubescent, et un limbe simple, largement ovale à oblong, de 3–10 cm de long sur 2–5 cm de large, à base oblique et bord régulièrement denté en scie, et apex acuminé, à 3 nervures à partir de la base, et avec 4 à 6 nervures secondaires de chaque côté de la nervure médiane.
Les fleurs mâles sont groupées à l'aisselle des feuilles proximales de rameaux d'un an. Leur périanthe en 5 parties, est formé de tépales imbriqués. Les 5 étamines comportent chacune un filet dressé et une anthère à pubescence apicale.
Les fleurs femelles sont solitaires à l'aisselle des feuilles distales de rameaux d'un an. Leur périanthe à 4 parties comporte des tépales lancéolés. L’ovaire est comprimé latéralement.
Le fruit est une noix largement ailée, vert jaunâtre à brun jaunâtre, ± globuleuse à oblongue, de 1–1,7 cm de diamètre, glabre ou pubescente, avec une base tronquée ou cordée, un apex émarginé, le périanthe et style sont persistants ; le pédoncule fait 1–2 cm et les ailes (autour de la graine) sont ± ligneuses.
La floraison a lieu en mars-mai et la fructification en d’août à septembre en Chine.

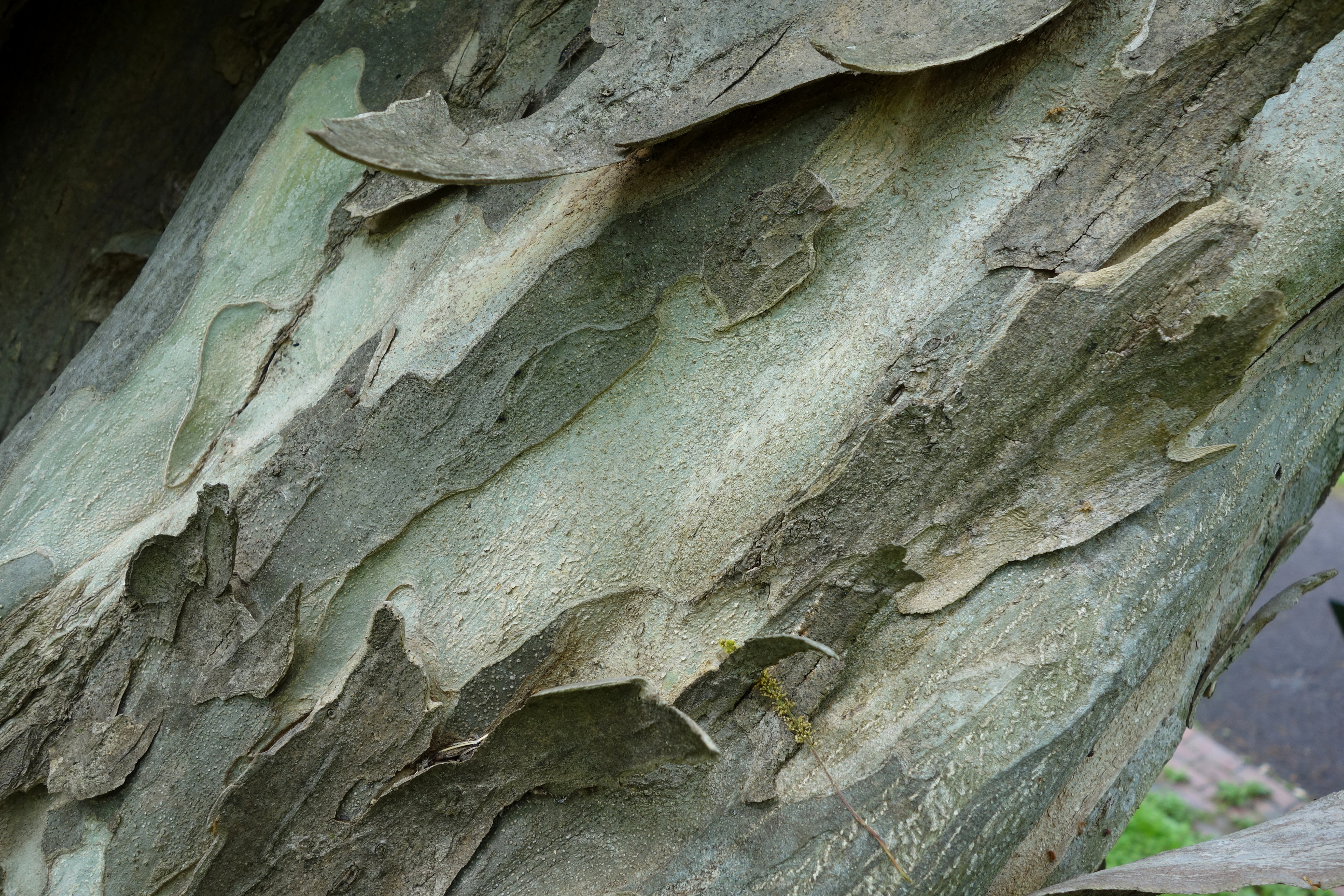
Écorce s’exfoliant.
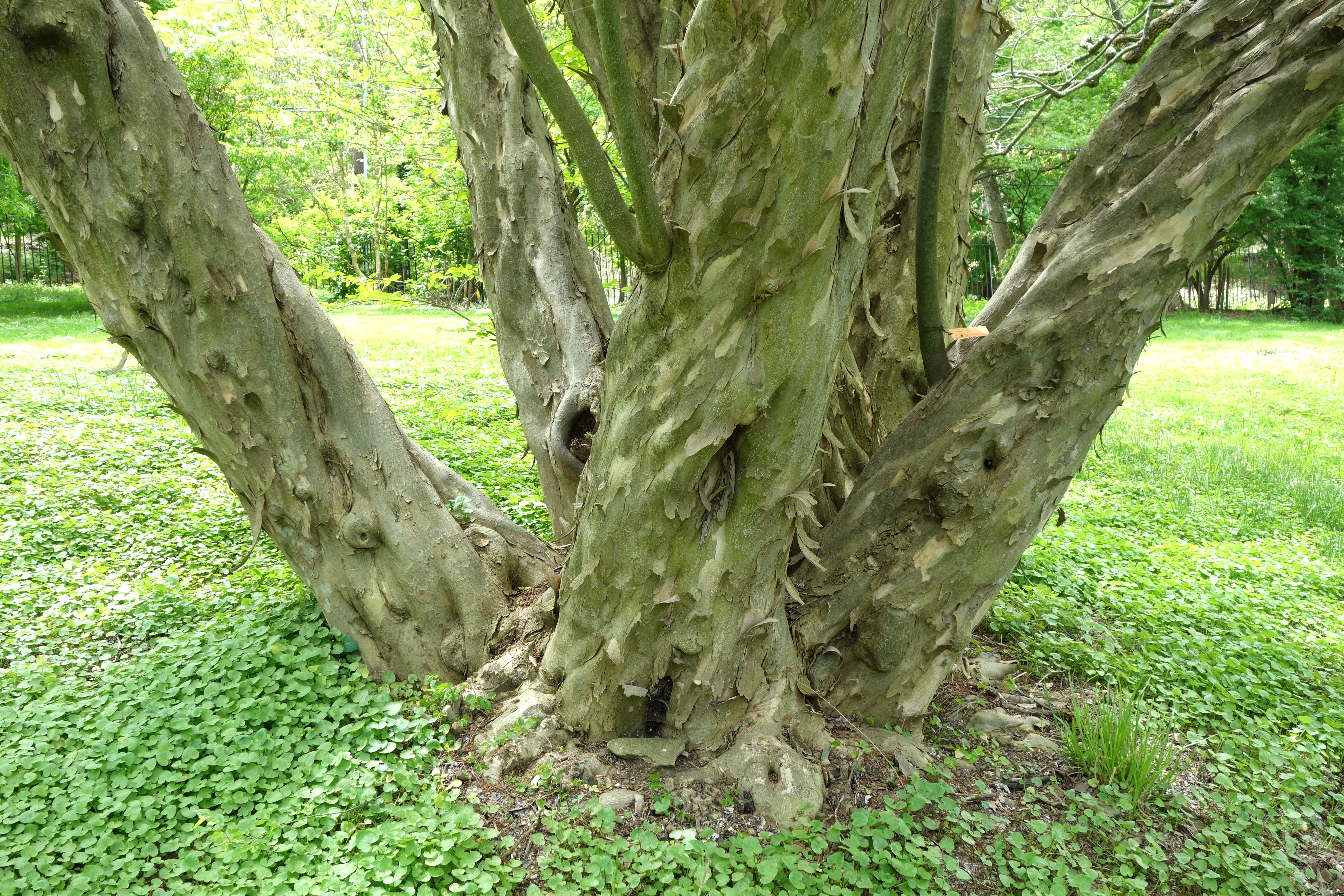
Tronc.
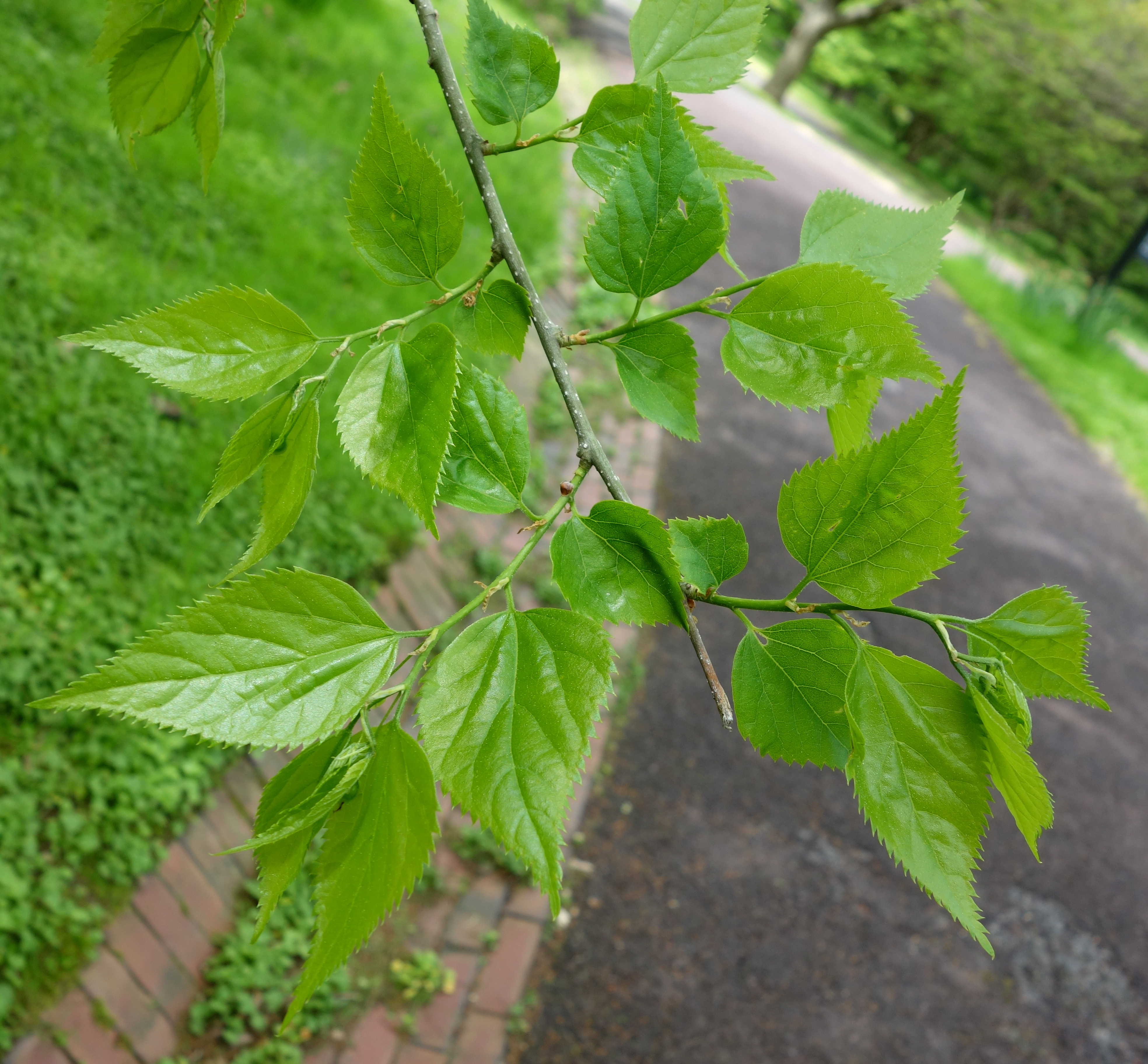
Feuilles.

## Aire de répartition
Pteroceltis tatarinowii croît en Chine dans les provinces de l’Anhui, du Fujian, S Gansu, Guangdong, Guangxi, Guizhou, Hebei, Henan, Hubei, Hunan, Jiangsu, Jiangxi, Liaoning (Dalian), SE Qinghai, Shaanxi, Shandong, Shanxi, Sichuan, Zhejiang.
Ce grand arbre, était commun dans les forêts de feuillus tempérées de Chine, entre 100 et 1 500 m. Mais il a été abattu en grande quantité, ce qui a entraîné un rétrécissement progressif de son aire de répartition naturelle. Dans certaines régions, il est devenu rare.
Cette espèce endémique de Chine a été récemment évaluée pour Liste rouge de l'UICN. Elle a été répertoriée dans la catégorie « Préoccupation mineure ». Pour sa sauvegarde, cette espèce doit être largement plantée dans ses zones d’origine calcaires et une base de matière première pour la fabrication du papier xuan doit être établie.
Cette espèce est cultivée comme plante ornementale ou utilitaire.

## Utilisation

### Culture
Le santal bleu n’a pas d’exigences élevées en matière de sols. Lorsqu'il est planté pour la production de fibres papetières, il est taillé régulièrement en têtard à un niveau assez bas. Il repousse vigoureusement en donnant de grandes tiges de plusieurs mètres de longueur pouvant être récoltées au bout de 2 ans.

### Papier xuan
Les fibres de l’écorce des rameaux sont utilisées pour la fabrication du papier Xuan.

## Menuiserie
Le bois est solide, dense, résistant à l’usure. Il est utilisé pour les meubles, les outils agricoles, les planches à dessin etc.